# Nicole Tompkins
Nicole Tompkins (2 febbraio 1998) è un'attrice e doppiatrice statunitense.

## Biografia
Nel 2020 presta le movenze in motion capture e la voce a Jill Valentine, protagonista nel videogioco Resident Evil 3.

## Filmografia

### Cinema
- Tommy e il mulo parlante, regia di Andrew Stevens (2009)
- Mangus!, regia di Ash Christian (2011)
- The Amityville Terror, regia di Michael Angelo (2016)
- Opening Night, regia di Jack Henry Robbins (2016)
- Antrum, regia di Michael Laicini e David Amito (2018)
- Darkness in Tenement 45, regia di Nicole Groton (2020)
- After Masks, regia di Tayo Amos, Carmelo Chimera, John Crockett, Manaal Khan, Brian McCulley e Rebekah Wiggins (2021)

### Televisione
- The Ben and Ari Show - serie TV, episodio 2x02 (2012)
- The Birthday Boys - serie TV, episodio 2x02 (2014)
- The 101 - serie TV, episodio 1x02 (2015)
- American Horror Story - serie TV, episodio 5x12 (2016)
- Saturday Night Taped - serie TV (2016)
- Astrid Clover - serie TV, 2 episodi (2016)
- The Grey Matter Archives - serie TV, 4 episodi (2016-2017)
- Tempting Fate - serie TV, episodio 5x16 (2019)
- Wild West Chronicles - serie TV, episodio 1x04 (2021)

### Doppiatrice
- Cher Ami... ¡y yo! (2008) - Amelie
- The Three Pigs and the Lamp (2015) - Melanie
- Caroline and the Magic Potion (2015) - Caroline
- Birba - Micio combinaguai (2018) - Cape

## Videogiochi
- La Terra di Mezzo: L'ombra della guerra (2017) - Idril
- Resident Evil 3 (2020) - Jill Valentine
- Resident Evil Village (2021) - Daniela Dimitrescu
- Horizon Forbidden West (2022) - Silga